# Вандорн, Стоффель
Сто́ффель Вандо́рн (нидерл. Stoffel Vandoorne; род. 26 марта 1992, Кортрейк, Бельгия) — бельгийский автогонщик, чемпион мира Формулы-E в сезоне 2021/2022, чемпион GP2 в сезоне 2015, вице-чемпион Формулы-E в сезоне 2019/2020, бронзовый призёр гонки «24 часа Ле-Мана» (2019). Выступал в Формуле-1 в составе команды McLaren в сезонах 2016—2018 годов. Выступает в Формуле-Е в команде Maserati.

## Карьера

### Картинг
Вандорн начал свою карьеру в картинге в 1998 в возрасте 6 лет, в 2008 году выиграл бельгийский чемпионат KF2. В 2009 он финишировал вторым в Мировом Кубке в категории KF2.

### Формула Рено
В 2010 году Вандорн перешёл в серию Формула-Рено 1.6 С первой попытки он стал лучшим в серии, закончив год с 6 победами..
В 2011 перешёл на класс выше, в Еврокубок Формулы-Рено 2.0, выступая там за команду KTR. В итоговом зачете занял 5 место, с одним подиумом в Венгрии и с 8 финишами в очках в течение сезона. Так же параллельно Вандорн участвовал в Formula Renault 2.0 Northern European Cup, где закончил сезон третьим с 8 подиумами.
На 2012 год Вандорн остался в Еврокубке, но покинул команду KTR и перешёл в Josef Kaufmann Racing. В сражении за самую вершину Вандорн победил в сезоне 2012 с перевесом в 10 очков протеже Red Bull Даниила Квята. Каждый из них опередил ближайшего преследователя в зачете пилотов более чем на 100 очков. В том сезоне Вандорн записал на своё имя 4 победы и 6 подиумов. Также Вандорн выступал на не постоянной основе в Formula Renault 2.0 NEC, где он одержал 5 побед в 7 гонках, в которых участвовал, и ещё в одной финишировал на подиуме.
В 2013, Вандорн поднялся ещё на одну ступень выше в иерархии открыто-колесных чемпионатов, перейдя в Формулу Рено 3.5, где он сменил 2012 чемпиона Робина Фряйнса в команде Fortec Motorsport. Вандорн стал вторым по итогам сезона, уступив лишь более опытному партнёру по системе развития McLaren Кевину Магнуссену, с 4 победами и 10 подиумами, включая победу на своем домашнем Гран-при Бельгии.

### GP2
В январе 2014 года было объявлено, что Вандорн дебютирует в GP2 за команду ART Grand Prix. В первой же гонке он принес команде победу. Но далее команда ART на некоторых трассах начал испытывать проблемы с настройками, и Вандорну изредка удавалось попадать на подиум, а иногда и в очки. Вторая половина сезона складывалась намного лучше. В последних четырёх квалификациях Вандорн брал поул-позиции, ставя рекорд GP2. В итоге сезон Вандорн закончил на 2-м месте, позади ветерана GP2 Джолиона Палмера, с 4 победами (3 из них в субботних гонках) и 6 подиумами по ходу сезона.
Набранные в ходе 2015 года очки позволили Вандорну досрочно завоевать чемпионский титул.

### Формула 1
В феврале 2013 года Вандорн благодаря своим выступлениям и работе менеджера Ричарда Годдарда смог присоединиться к молодёжной программе развития McLaren. В январе 2014 года он стал третьим пилотом McLaren, параллельно выступая в GP2, где лидировал в чемпионате с большим отрывом. Дебютировал в Формуле-1 на Гран-при Бахрейна, заменив на одну гонку травмированного Алонсо и сразу добился успеха, заработав очко за финиш на 10-м месте. Его временный личный номер был 47. Оставшуюся часть сезона Стоффель провел в Super Formula, заняв там четвёртое место с двумя победами.
Осенью 2016 года Вандорн заменил в основном составе McLaren Дженсона Баттона, став напарником Фернандо Алонсо в сезоне-2017. Вандорн выбрал число 2 в качестве личного номера. Бороться за хорошие результаты машина не позволяла, однако удалось неплохо показать себя на фоне титулованного напарника, трижды финишировав в очках и заработав 13 очков — против пяти финишей и 17 очков соответственно у Алонсо. Лучшим финишем стали два седьмых места в Сингапуре и Малайзии.
Продлив в августе 2017 года контракт с командой, новый 2018 сезон Стоффель начал ударно, трижды финишировав в очках за четыре гонки. Однако затем последовала серия невыразительных финишей в середине второй десятки — при том что Алонсо более-менее регулярно зарабатывал очки. Лишь за две гонки до конца в Мексике удалось ещё раз финишировать девятым, а в общей сложности сезон был окончен на 16-м месте с 12 очками. В конце сезона Вандорн покинул команду, перейдя в «Мерседес» на должность пилота симулятора.
Перед сезоном 2020 команда Мерседес объявила, что Стоффель станет её резервным пилотом. В сезоне 2021 продолжил выполнять роль резервного пилота в Мерседесе.

### Формула-Е
Помимо работы на симуляторе, в конце 2018 сезона Вандорн заключил контракт на выступления в сезоне 2018/2019 Формулы-E в составе дочерней команды «Мерседеса» — HWA Racelab. Партнёром Вандорна по новой команде стал двукратный чемпион DTM Гэри Паффетт. Дебютный для команды сезон Стоффель начал не очень хорошо, финишировав вне очков на первых четырёх этапах. Однако на пятом этапе в Гонконге он смог завоевать поул-позицию, ещё через этап — в Италии — финишировал на нижней ступеньке подиума, и в дальнейшем почти в каждой гонке финишировал в десятке лучших, заняв по результатам сезона 16-е место с 35 очками. Титулованный напарник отстал почти вчетверо, набрав всего 9 очков.
В следующем сезоне, Стоффель продолжил выступление в чемпионате, на этот раз уже за заводскую команду Mercedes. Его напарником стал Ник де Врис, чемпион Формулы-2 в сезоне 2019 года. Уже на первом этапе в Саудовской Аравии в первой гонке сумел завоевать третье место, а во второй гонке занял четвёртое место, однако после штрафа Максимилиана Гюнтера, Стоффель вновь поднялся на подиум, став единственным гонщиком, кто сумел в первых двух гонках финишировать на подиуме. Первую победу одержал в шестой гонке сезона в Берлине, после старта с поул-позиции. По итогам сезона стал вице-чемпионом серии, набрав 87 очков, что было меньше на 71 очко, чем у чемпиона Антониу Феликса да Кошты.
В сезоне 2020/2021 продолжил выступление в команде Mercedes-EQ вместе с Ником де Врисом. На первом этапе в Диръие только в первой гонке набрал очки (восьмое место). В первой гонке этапа в Риме завоевал поул-позицию, на первом круге потерял множество позиций из-за столкновения с Андре Лоттерером, затем сумел по ходу гонки прорваться в лидирующую группу, но на последних кругах гонки столкнулся со своим напарником и сошёл. Затем одержал победу во второй гонке этапа в Риме. На следующем этапе в Валенсии Стоффель завоевал поул-позицию перед первой гонкой, однако был его лишён и отправлен в конец стартовой решётки из-за ошибки команды в маркировке шин. В дождевой гонке из-за ошибок других команд в расчётах расхода энергии финишировал на третьем месте, а Ник де Врис одержал победу. Позже по ходу сезона Стоффель только три раза финишировал в очках в оставшихся гонках. Стартовал с поул-позиции во второй гонке в Лондоне, однако вновь из-за аварии потерял позиции в гонке, получил штраф и классифицировался только 15-м. Во второй гонке в Берлине завоевал поул-позицию, в гонке финишировал на третьем месте. По итогам сезона занял девятое место с 82 очками, в то время как его напарник Ник де Врис одержал за сезон две победы, набрал 99 очков и стал чемпионом мира Формулы-E. Совместные результаты Стоффеля и Ника позволили Mercedes-EQ выиграть командный титул.
Сезон 2021/2022 стал последним для заводской команды Mercedes-EQ в Формуле-E. Стоффель выиграл первую квалификацию сезона вДиръие, проводившуюся по новым правилам, однако из-за собственной ошибки — не активировал режим атаки во время заезда в зону, в итоге ему пришлось повторно заезжать туда, потерял лидерство и финишировал вторым. Единственную победу в сезоне одержал в Монако. В течение сезона регулярно зарабатывал очки, что позволяло ему держаться на лидирующих позициях в личном зачёте. К последнему этапу сезона в Сеуле возглавлял чемпионат с преимуществом в 36 очков перед Митчем Эвансом. Эванс выиграл первую гонку, и финишировал седьмым во второй, а Стоффель финишировал пятым и вторым, и выиграл чемпионат с разницей в 33 очка. Всего за сезон финишировал восемь раз на подиуме, и в 15 из 16 гонках финишировал в очках.

### 24 часа Ле-Мана
В 2019 году Вандорн в составе российской команды SMP Racing в одном экипаже с Михаилом Алешиным и Виталием Петровым принял участие в 24 часах Ле-Мана, заняв по результатам данного марафона третье место в абсолютном зачете.
В 2021 году выступал на полном расписании в FIA WEC за команду Jota в классе LMP2. В 24 часах Ле-Мана 2021 года занял второе место в классе и седьмое в общем зачёте в экипаже с Шоном Гелаэлем и Томом Блумквистом.

## Гоночные достижения

### Карьера
| Сезон   | Серия                             | Команда                                | Этап              | Победы            | Поулы             | Л/Круги           | Подиумы           | Очки              | Позиция           |
| ------- | --------------------------------- | -------------------------------------- | ----------------- | ----------------- | ----------------- | ----------------- | ----------------- | ----------------- | ----------------- |
| 2010    | F4 Eurocup 1.6                    | Autosport Academy                      | 14                | 6                 | 5                 | 4                 | 9                 | 151               | 1                 |
| 2011    | Еврокубок Формулы-Рено 2.0        | KTR                                    | 14                | 0                 | 0                 | 0                 | 1                 | 93                | 5-й               |
| 2011    | Formula Renault 2.0 NEC           | KTR                                    | 14                | 0                 | 3                 | 0                 | 8                 | 328               | 3                 |
| 2012    | Еврокубок Формулы-Рено 2.0        | Josef Kaufmann Racing                  | 14                | 4                 | 6                 | 3                 | 11                | 244               | 1                 |
| 2012    | Formula Renault 2.0 NEC           | Josef Kaufmann Racing                  | 7                 | 5                 | 4                 | 5                 | 6                 | 176               | 9-й               |
| 2013    | WSR 3.5                           | Fortec Motorsport                      | 17                | 4                 | 3                 | 2                 | 10                | 214               | 2                 |
| 2014    | GP2                               | ART Grand Prix                         | 22                | 4                 | 4                 | 3                 | 10                | 229               | 2                 |
| 2014    | Формула-1                         | McLaren Mercedes                       | Тест-пилот        | Тест-пилот        | Тест-пилот        | Тест-пилот        | Тест-пилот        | Тест-пилот        | Тест-пилот        |
| 2015    | GP2                               | ART Grand Prix                         | 21                | 7                 | 4                 | 6                 | 16                | 341,5             | 1                 |
| 2015    | Формула-1                         | McLaren Honda                          | Тест-пилот        | Тест-пилот        | Тест-пилот        | Тест-пилот        | Тест-пилот        | Тест-пилот        | Тест-пилот        |
| 2016    | Супер-Формула                     | Docomo Team Dandelion Racing           | 9                 | 2                 | 1                 | 0                 | 3                 | 27                | 4-й               |
| 2016    | Формула-1                         | McLaren Honda                          | 1                 | 0                 | 0                 | 0                 | 0                 | 1                 | 20-й              |
| 2017    | Формула-1                         | McLaren Honda                          | 20                | 0                 | 0                 | 0                 | 0                 | 13                | 16-й              |
| 2018    | Формула-1                         | McLaren F1 Team                        | 21                | 0                 | 0                 | 0                 | 0                 | 12                | 16-й              |
| 2018-19 | Формула-Е                         | HWA Racelab                            | 13                | 0                 | 1                 | 0                 | 1                 | 35                | 16-й              |
| 2018-19 | FIA WEC — LMP1                    | SMP Racing                             | 2                 | 0                 | 0                 | 0                 | 2                 | 38                | 11-й              |
| 2019    | 24 часа Ле-Мана — LMP1            | SMP Racing                             | 1                 | 0                 | 0                 | 0                 | 1                 | -                 | 3                 |
| 2019    | Формула-1                         | Mercedes-AMG Petronas Motorsport       | Пилот по развитию | Пилот по развитию | Пилот по развитию | Пилот по развитию | Пилот по развитию | Пилот по развитию | Пилот по развитию |
| 2019-20 | Формула-Е                         | Mercedes-Benz EQ Formula E Team        | 11                | 1                 | 1                 | 1                 | 3                 | 87                | 2                 |
| 2020    | Формула-1                         | Mercedes-AMG Petronas Motorsport       | Резервный пилот   | Резервный пилот   | Резервный пилот   | Резервный пилот   | Резервный пилот   | Резервный пилот   | Резервный пилот   |
| 2020-21 | Формула-E                         | Mercedes-EQ Formula E Team             | 15                | 1                 | 3                 | 2                 | 3                 | 82                | 9-й               |
| 2021    | Формула-1                         | Mercedes-AMG Petronas Motorsport       | Резервный пилот   | Резервный пилот   | Резервный пилот   | Резервный пилот   | Резервный пилот   | Резервный пилот   | Резервный пилот   |
| 2021    | Азиатская Серия Ле-Ман — LMP2     | Jota Sport                             | 2                 | 0                 | 0                 | 0                 | 1                 | 26                | 9-й               |
| 2021    | FIA WEC — LMP2                    | Jota Sport                             | 6                 | 0                 | 1                 | 1                 | 5                 | 131               | 2                 |
| 2021    | 24 часа Ле-Мана — LMP2            | Jota Sport                             | 1                 | 0                 | 0                 | 0                 | 1                 | -                 | 2                 |
| 2021-22 | Формула-E                         | Mercedes-EQ Formula E Team             | 16                | 1                 | 2                 | 0                 | 8                 | 213               | 1                 |
| 2022    | Формула-1                         | Mercedes-AMG Petronas Motorsport       | Резервный пилот   | Резервный пилот   | Резервный пилот   | Резервный пилот   | Резервный пилот   | Резервный пилот   | Резервный пилот   |
| 2022    | IMSA SportsCar Championship — DPi | Meyer Shank Racing with Curb-Agajanian | 1                 | 0                 | 0                 | 0                 | 0                 | -                 | -                 |

### Серия Формула-Рено 3.5
| Год  | Команда            | 1     | 2       | 3       | 4       | 5       | 6        | 7       | 8     | 9       | 10         | 11         | 12      | 13    | 14      | 15         | 16      | 17    | Поз. | Очки |
| ---- | ------------------ | ----- | ------- | ------- | ------- | ------- | -------- | ------- | ----- | ------- | ---------- | ---------- | ------- | ----- | ------- | ---------- | ------- | ----- | ---- | ---- |
| 2013 | Fortec Motorsports | МНЦ 1 | МНЦ 2 3 | АРА 1 8 | АРА 2 3 | МОН 1 9 | СПА 1 13 | СПА 2 1 | МСК 1 | МСК 2 1 | РБР 1 сход | РБР 2 сход | ХУН 1 4 | ХУН 2 | ПЛР 1 2 | ПЛР 2 сход | БАР 1 3 | БАР 2 | 2    | 214  |

### Серия GP2
| Год  | Команда        | 1         | 2          | 3          | 4          | 5          | 6          | 7         | 8          | 9         | 10        | 11        | 12        | 13        | 14        | 15        | 16        | 17        | 18         | 19        | 20        | 21        | 22        | Поз. | Очки  |
| ---- | -------------- | --------- | ---------- | ---------- | ---------- | ---------- | ---------- | --------- | ---------- | --------- | --------- | --------- | --------- | --------- | --------- | --------- | --------- | --------- | ---------- | --------- | --------- | --------- | --------- | ---- | ----- |
| 2014 | ART Grand Prix | БАХ ГОН 1 | БАХ СПР 22 | БАР ГОН 13 | БАР СПР 10 | МОН ГОН 14 | МОН СПР 13 | РБР ГОН 2 | РБР СПР 15 | СИЛ ГОН 3 | СИЛ СПР 9 | ХОК ГОН 2 | ХОК СПР 3 | ХУН ГОН 7 | ХУН СПР 1 | СПА ГОН 2 | СПА СПР 6 | МНЦ ГОН 1 | МНЦ СПР 13 | СОЧ ГОН 5 | СОЧ СПР 2 | ЯСМ ГОН 1 | ЯСМ СПР 5 | 2    | 229   |
| 2015 | ART Grand Prix | БАХ ГОН 1 | БАХ СПР 2  | БАР ГОН 1  | БАР СПР 2  | МОН ГОН 1  | МОН СПР 8  | РБР ГОН 1 | РБР СПР 2  | СИЛ ГОН 3 | СИЛ СПР 9 | ХУН ГОН 5 | ХУН СПР 2 | СПА ГОН 1 | СПА СПР 4 | МНЦ ГОН 2 | МНЦ СПР 3 | СОЧ ГОН 3 | СОЧ СПР 4  | БАХ ГОН 1 | БАХ СПР 2 | ЯСМ ГОН 1 | ЯСМ СПР О | 1    | 341,5 |

### Формула-1
| Легенда к таблице |                                                                    |
| --- | ------------------------------------------------------------------ |
| В таблице перечислены результаты всех Гран-при Формулы-1, в которых принимал участие гонщик. Строками таблицы являются сезоны, столбцами — этапы чемпионата мира. В каждой клетке указаны сокращённое название этапа и результат, дополнительно обозначенный цветом. Расшифровка обозначений и цветов представлена в нижеследующей таблице. |                                                                    |
| \| Пример \| Описание \| \| ------------ \| ------------------------------------------------------------------ \| \| 1 \| Победитель \| \| 2 \| Второе место \| \| 3 \| Третье место \| \| 5 \| Финишировал, заработав очки \| \| Сход \| Не финишировал, но при этом заработал очки \| \| 12 \| Финишировал, не получив очков \| \| НКЛ \| Финишировал, но не попал в финальную классификацию \| \| 15 \| Участвовал вне зачёта, либо по отдельной классификации \| \| 18 \| Не финишировал, но попал в финальную классификацию \| \| Сход \| Не финишировал \| \| НКВ \| Не прошёл квалификацию \| \| НПКВ \| Не прошёл предквалификацию \| \| ДСК \| Дисквалифицирован \| \| ИСК \| Исключён из протокола соревнований \| \| ТТ \| Заявлен для участия только в тренировках \| \| НС \| Участвовал в квалификации, но не стартовал в гонке \| \| Т \| Травмирован или болен \| \| ОТК \| Отказ от участия \| \| НТР \| Прибыл на соревнования, но на трассу не выезжал \| \| НПР \| Был заявлен в числе участников, но не прибыл к началу соревнований \| \| О \| Соревнования отменены \| \| \| Не участвовал \| \| Поул-позиция \| \| \| Быстрый круг \| \| |                                                                    |
| Пример | Описание                                                           |
| 1 | Победитель                                                         |
| 2 | Второе место                                                       |
| 3 | Третье место                                                       |
| 5 | Финишировал, заработав очки                                        |
| Сход | Не финишировал, но при этом заработал очки                         |
| 12 | Финишировал, не получив очков                                      |
| НКЛ | Финишировал, но не попал в финальную классификацию                 |
| 15 | Участвовал вне зачёта, либо по отдельной классификации             |
| 18 | Не финишировал, но попал в финальную классификацию                 |
| Сход | Не финишировал                                                     |
| НКВ | Не прошёл квалификацию                                             |
| НПКВ | Не прошёл предквалификацию                                         |
| ДСК | Дисквалифицирован                                                  |
| ИСК | Исключён из протокола соревнований                                 |
| ТТ | Заявлен для участия только в тренировках                           |
| НС | Участвовал в квалификации, но не стартовал в гонке                 |
| Т | Травмирован или болен                                              |
| ОТК | Отказ от участия                                                   |
| НТР | Прибыл на соревнования, но на трассу не выезжал                    |
| НПР | Был заявлен в числе участников, но не прибыл к началу соревнований |
| О | Соревнования отменены                                              |
| | Не участвовал                                                      |
| Поул-позиция |                                                                    |
| Быстрый круг |                                                                    |

| Сезон | Команда               | Шасси          | Двигатель                  | Ш | 1      | 2        | 3      | 4      | 5        | 6        | 7      | 8      | 9      | 10     | 11     | 12       | 13       | 14     | 15     | 16     | 17     | 18     | 19       | 20     | 21     | Место | Очки |
| ----- | --------------------- | -------------- | -------------------------- | - | ------ | -------- | ------ | ------ | -------- | -------- | ------ | ------ | ------ | ------ | ------ | -------- | -------- | ------ | ------ | ------ | ------ | ------ | -------- | ------ | ------ | ----- | ---- |
| 2016  | McLaren Honda         | McLaren MP4-31 | Honda RA616H Hybrid 1,6 V6 | P | АВС    | БАХ 10   | КИТ    | РОС    | ИСП      | МОН      | КАН    | ЕВР    | АВТ    | ВЕЛ    | ВЕН    | ГЕР      | БЕЛ      | ИТА    | СИН    | МАЛ    | ЯПО    | США    | МЕК      | БРА    | АБУ    | 20    | 1    |
| 2017  | McLaren Honda F1 Team | McLaren MCL32  | Honda RA617H 1,6 V6T       | P | АВС 13 | КИТ Сход | БАХ НС | РОС 14 | ИСП Сход | МОН Сход | КАН 14 | АЗЕ 12 | АВТ 12 | ВЕЛ 11 | ВЕН 10 | БЕЛ 14   | ИТА Сход | СИН 7  | МАЛ 7  | ЯПО 14 | США 12 | МЕК 12 | БРА Сход | АБУ 12 |        | 16    | 13   |
| 2018  | McLaren F1 Team       | McLaren MCL33  | Renault R.E.18 1,6 V6T     | P | АВС 9  | БАХ 8    | КИТ 13 | АЗЕ 9  | ИСП Сход | МОН 14   | КАН 16 | ФРА 12 | АВТ 15 | ВЕЛ 11 | ГЕР 13 | ВЕН Сход | БЕЛ 15   | ИТА 12 | СИН 12 | РОС 16 | ЯПО 15 | США 11 | МЕК 8    | БРА 15 | АБУ 14 | 16    | 12   |

### Формула-Е
| Сезон     | Команда                         | 1      | 2        | 3        | 4       | 5        | 6        | 7        | 8        | 9      | 10       | 11     | 12     | 13     | 14     | 15    | 16    | Место | Очки |
| --------- | ------------------------------- | ------ | -------- | -------- | ------- | -------- | -------- | -------- | -------- | ------ | -------- | ------ | ------ | ------ | ------ | ----- | ----- | ----- | ---- |
| 2018/2019 | HWA Racelab                     | ДИР 16 | МАР Сход | САН Сход | МЕХ 18  | ГКГ Сход | СНЬ Сход | РИМ 3    | ПАР Сход | МОН 9  | БЕР 5    | БРН 10 | НЙК 13 | НЙК 8  |        |       |       | 16    | 35   |
| 2019/2020 | Mercedes-Benz EQ Formula E Team | ДИР 3  | ДИР 3    | САН 6    | МЕХ НКЛ | МАР 15   | БЕР 6    | БЕР 5    | БЕР Сход | БЕР 12 | БЕР 9    | БЕР 1  |        |        |        |       |       | 2     | 87   |
| 2020/2021 | Mercedes-EQ Formula E Team      | ДИР 8  | ДИР 13   | РИМ Сход | РИМ 1   | ВАЛ 3    | ВАЛ Сход | МОН Сход | ПУЭ 7    | ПУЭ 13 | НЙК Сход | НЙК 12 | ЛОН 7  | ЛОН 15 | БЕР 12 | БЕР 3 |       | 9     | 82   |
| 2021/2022 | Mercedes-EQ Formula E Team      | ДИР 2  | ДИР 7    | МЕХ 11   | РИМ 3   | РИМ 5    | МОН 1    | БЕР 3    | БЕР 3    | ДЖА 5  | МАР 8    | НЙК 4  | НЙК 2  | ЛОН 2  | ЛОН 4  | СЕУ 5 | СЕУ 2 | 1     | 213  |